# Вессаліко
Вессаліко (італ. Vessalico, ліг. Vesarco) — муніципалітет в Італії, у регіоні Лігурія,  провінція Імперія.
Вессаліко розташоване на відстані близько 440 км на північний захід від Рима, 90 км на південний захід від Генуї, 20 км на північ від Імперії.

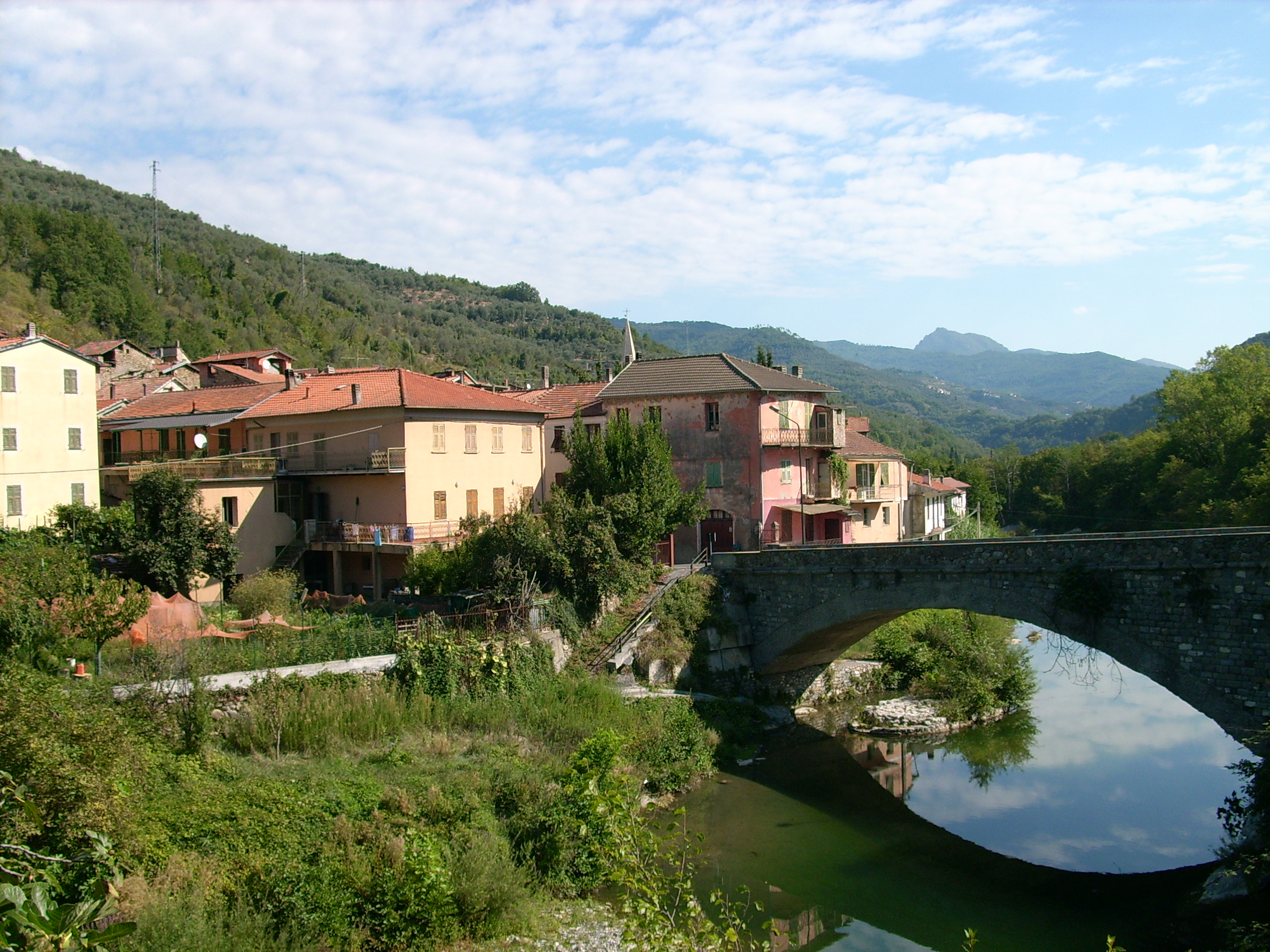

Населення — 297 осіб (2014).

## Демографія
Населення за роками:

Станом на 1 січня 2023 року в муніципалітеті офіційно проживало 60 іноземців з 18 країн, серед них 19 громадян країн Євросоюзу та 3 громадяни України.

## Сусідні муніципалітети
- Боргетто-д'Аррошія
- Казанова-Лерроне
- Чезіо
- П'єве-ді-Теко